# Gangubai Hangal
Gangubai Hangal (5 mars 1913 -21 juillet 2009) est une chanteuse indienne du genre khyal de musique classique hindoustane, connue pour sa voix grave et puissante. Hangal appartenait à la Kirana gharana.

## Famille et jeunesse
Gangubai Hangal est née à Dharwad ; elle est la fille de Chikkurao Nadiger, un agriculteur et d’Ambabai, une chanteuse de musique carnatique. Hangal ne reçut qu'une éducation élémentaires avant que sa famille s'installe à Hubli en 1928 afin que Gangubai puisse étudier la musique hindoustane,,. Elle a commencé à s'entraîner officiellement à l'âge de 13 ans avec Krishnacharya Hulgur, un joueur de kinnari (instrument à cordes ressemblant à une veena), avec qui elle étudie aussi la musique classique hindoustane. De Hulgur, Gangubai a appris soixante compositions en un an avant qu'il arrête d’être son professeur après une dispute sur ses honoraires. Elle a également suivi l'enseignement de Dattopant Desai avant d’étudier avec Sawai Gandharva, un gourou respecté,. Hangal ne pouvait étudier que sporadiquement sous Gandharva lorsqu'il rentrait chez lui, mais elle a suivi une formation intensive de trois ans après le déménagement définitif de celui-ci à Hubli.

## Carrière musicale
La famille de la mère de Hangal était considérée comme ayant un statut social bas et, pour les femmes de sa génération, chanter n'était pas considéré comme un travail approprié ; Hangal a lutté contre ce préjugé et a fait carrière. Elle se produit dans toute l'Inde et sur les antennes de All India Radio jusqu'en 1945. Hangal a d'abord été interprète de genres classiques légers, comme le bhajan et le thumri, mais elle s'est par la suite concentrée sur le khyal. Plus tard, cependant, elle refusa de chanter du classique léger en disant qu'elle ne chantait que des ragas. Hangal a été professeure honoraire de musique à l'université de Karnataka. Elle a donné son dernier concert en mars 2006 pour marquer son 75e anniversaire de carrière. Elle a vaincu un cancer de la moelle osseuse en 2003 et mourut d'un arrêt cardiaque à l'âge de 96 ans, le 21 juillet 2009 à Hubli, où elle résidait. Elle a fait don de ses yeux pour accroître la sensibilisation au don d'organes.

## Vie privée
Hangal s'est mariée à l'âge de 16 ans avec Gururao Kaulgi, un avocat brahmane. Ils ont deux fils, Narayan Rao et Babu Rao, et une fille, Krishna, décédée d'un cancer en 2004, à l'âge de 75 ans.

## Récompenses et honneurs

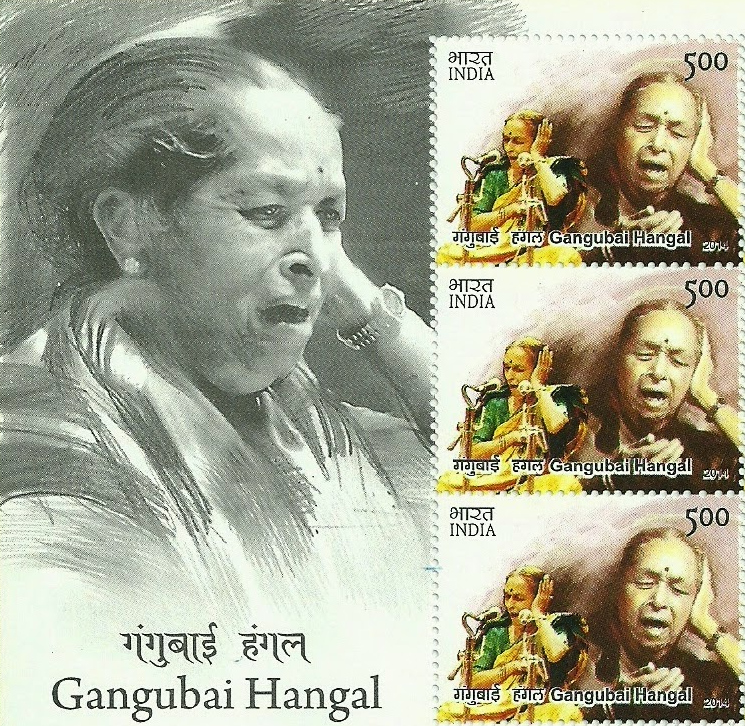
Hangal sur une feuille de timbres de l'Inde (2014).

Gangubai Hangal a reçu de nombreuses récompenses, notamment :
- Prix de l'Académie Karnataka Sangeet Nritya (1962)[3]
- Padma Bhushan (1971)[14]
- Prix Sangeet Natak Akademi (1973)[15]
- Bourse Sangeet Natak Akademi (1996)[16]
- Padma Vibhushan (2002)[14]

Le gouvernement de l'État du Karnataka a déclaré deux jours de deuil public après son décès. Elle a reçu des funérailles d’État le 22 juillet à Hubli.
En 2008, le gouvernement de l'État de Karnataka a décidé de nommer la future université de la musique de l'État du Karnataka, Mysore, en l'honneur de Gangubhai Hangal.